# Festivaluri și evenimente culturale în Cracovia
Orașul istoric din Cracovia, Polonia, în special Centrul istoric, este locul numeroaselor festivaluri în aer liber și în interior, evenimente culturale și parade de stradă. Multe dintre ele sunt sezoniere și au loc doar o singură dată, în timp ce altele sunt organizate anual de mai mulți ani de către diverse societăți. Toate acestea atrag interesul localnicilor și vizitatorilor deopotrivă. Unele dintre evenimente sunt organizate de către oraș, unele de companii private, iar altele țin de tradițiile și viața cetățenilor din Cracovia care sunt păstrate și sărbătorite de aceștia.

#### Ianuarie
Salutul Anului Nou
Concertul de Anul Nou
Colinde în concerte în biserici

#### Februarie
Festivalul Internațional de cântece

## Primăvara

#### Martie
Celebrarea Paștelui în Cracovia

#### Aprilie
Festivalul Misteria Paschalia

#### Mai
Noaptea muzeelor
Festivalul Internațional de supe
Juwenalia
Parada Marelui Dragon

## Vara

#### Iunie
Corpus Christi

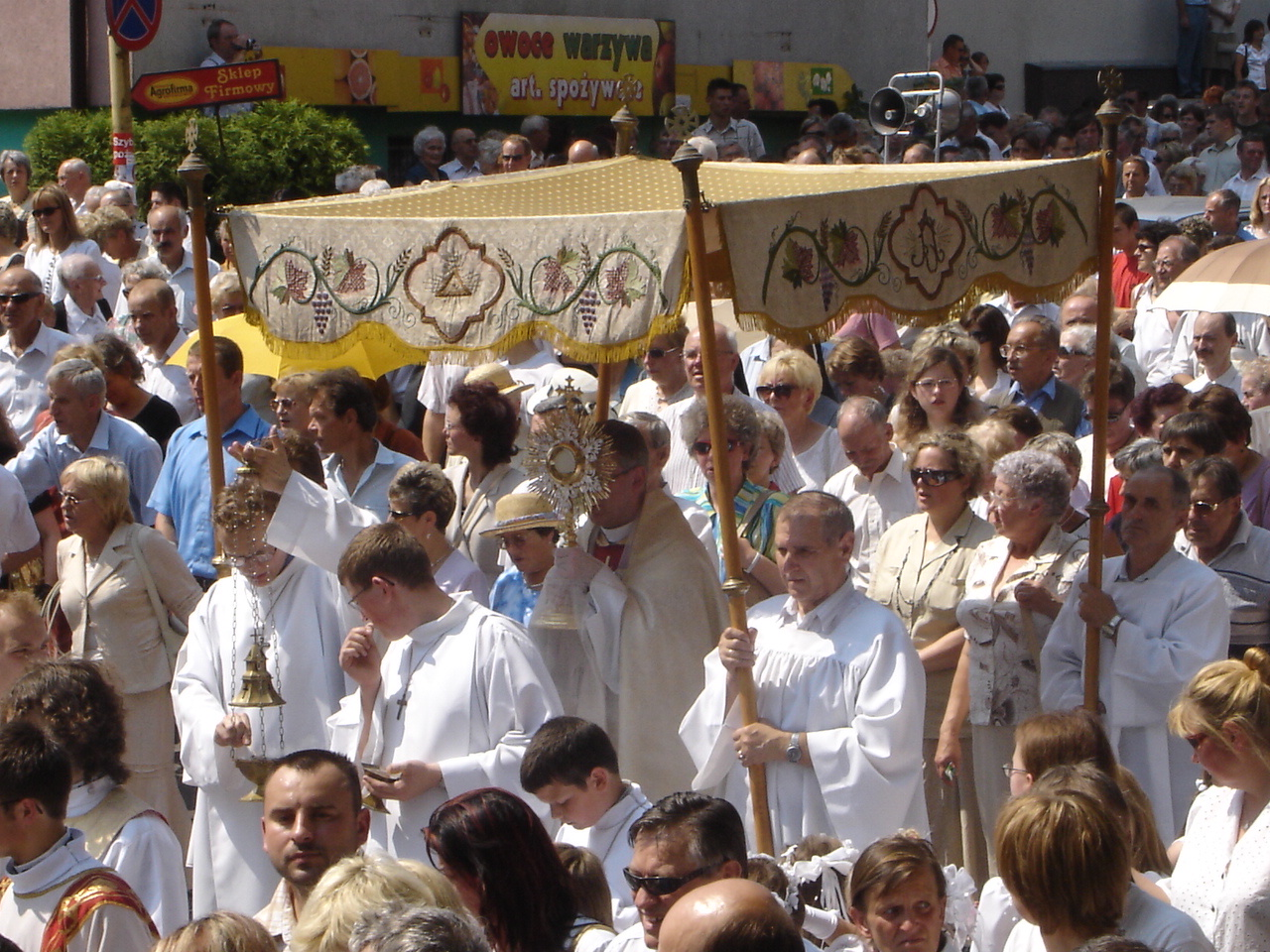
Procesiune de Corpus Cristi

Corpus Christi este o sărbătoare cu defilare care se ține în mai sau iunie. Bisericile din Cracovia organizează procesiuni pline de culoare pentru localnici (în care unii dintre cetățeni iau parte la eveniment îmbrăcați în costume populare). La aproximativ o săptămână de la Corpus Christi are loc parada Lajkonik
Lajkonik

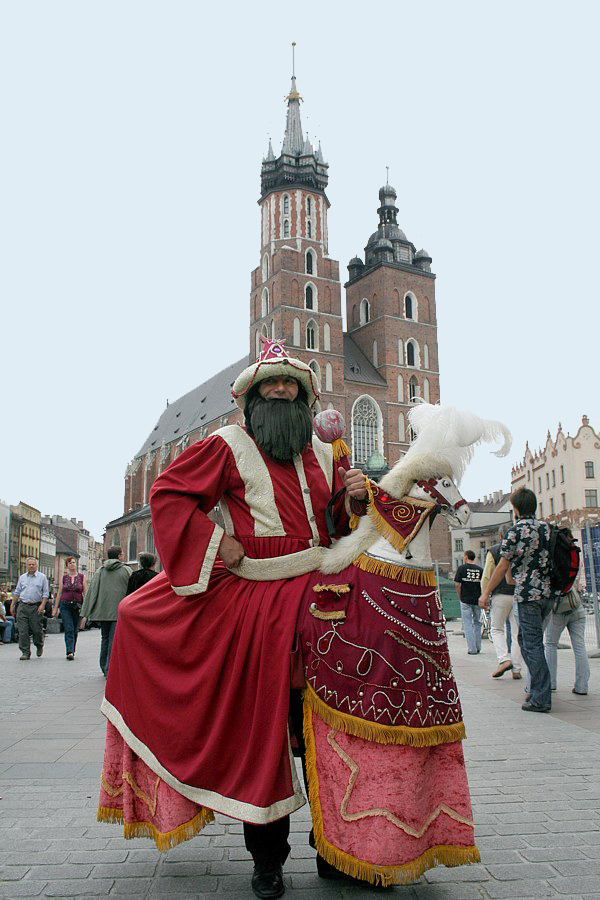
Lajkonik - Cracovia

Lajkonik este unul dintre simbolurile neoficiale ale orașului Cracovia. Acesta este reprezentat de un om cu barbă deghizat ca tătar, într-o pălărie ascuțită caracteristică, îmbrăcat în haine mongole, cu un cal de lemn în jurul taliei (căluț pentru copii).  Festivalul Lajkonik (în poloneză Lajkoniki), care are loc în fiecare an în prima zi de joi după sărbătoare religioasă Corpus Christi.

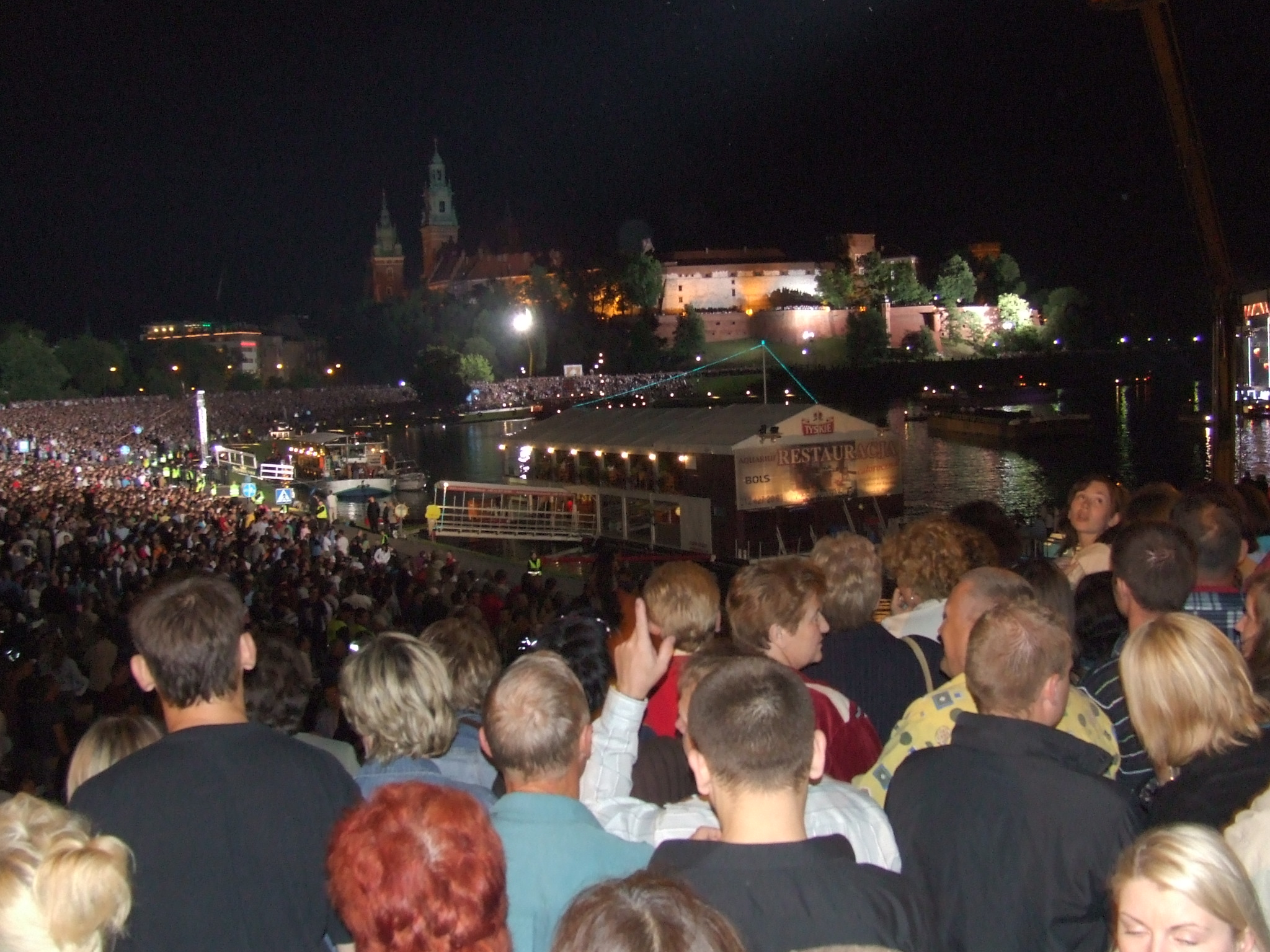
Wianki

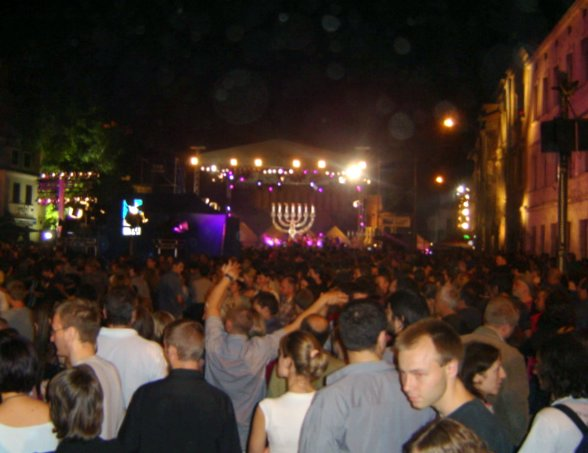
Festivalul culturii evreieşti

Este un eveniment cultural în Cracovia, care se ține în curbura râului Vistula, lângă dealul Wawel, o sărbătoare cu rădăcini păgâne.
Cu ocazia acestei sărbători se face prezicerea viitorului, se arunc coroane în râu, se sare peste focul de tabără și se ard ierburi.  Când teritoriul polonez a fost anexat de Austria, mai ales după ce Cracovia a fost încorporată în statul austro-ungar, Wianki a devenit o manifestare patriotică, atunci când Wanda, prințesa din legenda prințului Krak (fondatorul Cracoviei), a fost comemorat. Înainte de Primul Război Mondial Wianki a fost organizat de către instituții, cum ar fi Polskie Towarzystwo Gimnastyczne "Sokół" ( Societatea de gimnastică poloneză "Sokół"). 
Festivalul pâinii
Evenimentul are loc în cartierul Kazimierz. Brutarii prezintă metodele tradiționale de copt pâine, în timp ce întregul eveniment este însoțit de dansuri populare și cântece. Vizitatorii pot cumpăra mâncăruri regionale.
Festivalul culturii evreiești în Cracovia
Este un eveniment cultural organizat anual începând din 1988, în cartierul cândva evreiesc Kazimierz (parte din Cracovia), de către Societatea Festivalului Culturii Evreiești. Scopul principal al festivalului este de a educa oamenii despre cultura, istoria și credința (iudaismul) evreiască, care a înflorit în Polonia, înainte de Holocaust, precum și de a-i familiariza cu cultura evreiască modernă în curs de dezvoltare mai ales în Statele Unite și Israel, și în cele din urmă, pentru a oferi divertisment.

#### Iulie
Iuliada
Sunt  evenimente de sport și agrement organizate în Cracovia din 1999, care includ următoarele sporturi: streetball, handbal, tenis de masă, fotbal de sală, fotbal, badminton, volei, șah, breakdance, alpinism, care continuă pe tot parcursul lunii în sala de sport Jan Nowak.
Festivalul estival de jazz
Festivalul prezintă concerte de jazz [5], care au loc în diferite locuri din Cracovia (multe în legendarul "Sub pivnița Rams"). La festival sunt invitați artiști, interpreți polonezi și străini.
Festivalul de muzică tradițională "Intersecții"
Festivalul prezintă varietatea precum și elemente comune de muzică tradițională din numeroase țări, dar mai ales cele situate de-a lungul Munților Carpați.
Festivalul Internațional de Teatru de stradă
Este o formă specifică de teatru, organizat începând din 1988. Se organizează pe porțiuni de străzile din orașul vechi, iar actorii atrag publicul trecător să participe și să se distreze. În Piața centrală din Cracovia se organizează scenă de teatru. Uneori au o audiență de mii de persoane. Acest eveniment durează trei zile.

#### August
Festivalul piroștilor

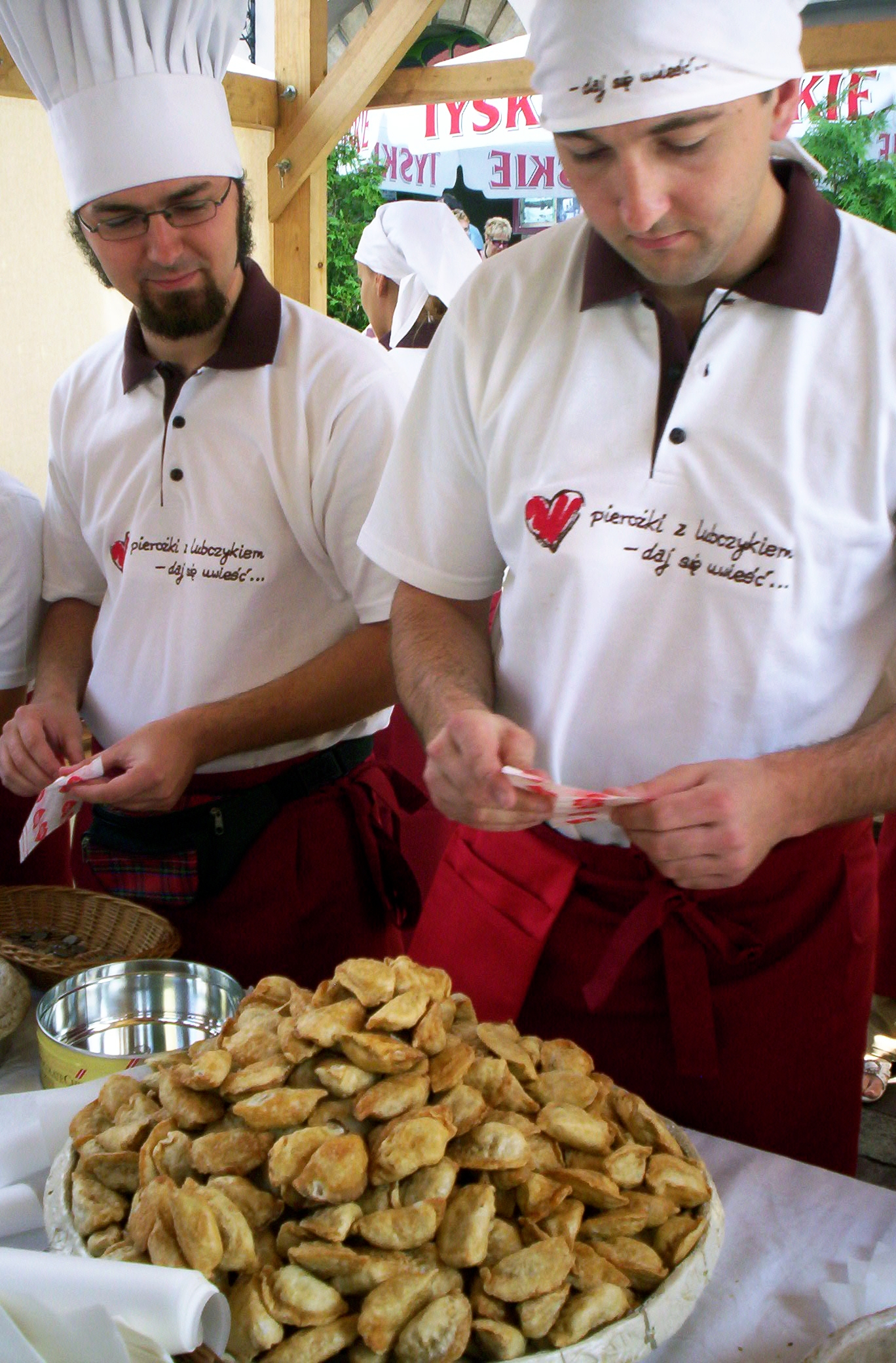
Festivalul piroştilor din 14 august 2005

Festivalul prezintă una dintre cele mai renumite elemente de preparate din bucătăria poloneză - piroșca. Evenimentul ajută să fie cunoscute tradițiile poloneze de în domeniul gastronomiei, cu posibilitate de a gusta specialitățile.
Parada teckel
Festivalul de muzică în Orașul vechi
Este un evenimentul anual în care iau parte soliști, orchestre și muzicieni eminenți. Concertele au loc în locuri istorice din Cracovia - cum ar fi biserici, Castelul Wawel și Filarmonica din Cracovia.

## Toamna

#### Septembrie
Festivalul Sacrum Profanum

#### Octombrie
Festivalul internațional al muzicii vechi

#### Noiembrie
Sărbătoarea Tuturor Sfinților
Festivalul internațional de film Etiuda&Anima
Jazz la Sărbătoarea Tuturor Sfinților
Piața de Crăciun

## Iarna

#### Decembrie
Jazz Junior
Revelionul